# Championnat d'Asie de football des moins de 16 ans 2012
Navigation
Ouzbékistan 2010 2014
Le Championnat d'Asie de football des moins de 16 ans 2012 est la quinzième édition du Championnat d'Asie de football des moins de 16 ans qui a eu lieu en Iran. L'équipe de Corée du Nord, championne d'Asie lors de l'édition précédente, peut y défendre son titre après avoir réussi à passer les éliminatoires. Ce tournoi sert de qualification pour la prochaine Coupe du monde des moins de 17 ans, qui aura lieu aux Émirats arabes unis durant l'été 2013 : les 4 demi-finalistes seront directement qualifiés pour la phase finale.

## Qualification

### Groupe A
| Rang | Équipe                | Pts | J | G | N | P | Bp | Bc | Diff |  | Résultats (▼ dom., ► ext.) |     |     |     |     |     |
| ---- | --------------------- | --- | - | - | - | - | -- | -- | ---- |  | -------------------------- | --- | --- | --- | --- | --- |
| 1    | Irak                  | 10  | 4 | 3 | 1 | 0 | 17 | 2  | +15  |  | Irak                       |     | 1-1 | 3-1 | 6-0 |     |
| 2    | Iran                  | 10  | 4 | 3 | 0 | 1 | 12 | 1  | +11  |  | Iran                       |     |     | 3-0 | 5-0 | 3-0 |
| 3    | Qatar                 | 6   | 4 | 2 | 0 | 2 | 9  | 6  | +3   |  | Qatar                      |     |     |     | 4-0 |     |
| 4    | Palestine             | 3   | 4 | 1 | 0 | 3 | 2  | 15 | -13  |  | Palestine                  |     |     |     |     | 2-0 |
| 5    | Bangladesh            | 0   | 4 | 0 | 0 | 4 | 0  | 16 | -16  |  | Bangladesh                 | 0-7 |     | 0-4 |     |     |
| 6    | Sri Lanka disqualifié |     |   |   |   |   |    |    |      |  |                            |     |     |     |     |     |

### Groupe B
| Rang | Équipe              | Pts | J | G | N | P | Bp | Bc | Diff |  | Résultats (▼ dom., ► ext.) |     |     |     |     |     |     |
| ---- | ------------------- | --- | - | - | - | - | -- | -- | ---- |  | -------------------------- | --- | --- | --- | --- | --- | --- |
| 1    | Yémen               | 10  | 5 | 3 | 1 | 1 | 13 | 4  | +9   |  | Yémen                      |     |     |     | 1-1 | 4-0 | 5-0 |
| 2    | Koweït              | 10  | 5 | 3 | 1 | 1 | 12 | 4  | +8   |  | Koweït                     | 1-2 |     | 1-1 |     | 2-0 |     |
| 3    | Afghanistan         | 8   | 5 | 2 | 2 | 1 | 14 | 6  | +8   |  | Afghanistan                | 2-1 |     |     |     |     | 9-0 |
| 4    | Émirats arabes unis | 8   | 5 | 2 | 2 | 1 | 11 | 5  | +6   |  | Émirats arabes unis        |     | 1-3 | 1-1 |     | 2-0 |     |
| 5    | Pakistan            | 6   | 5 | 2 | 0 | 3 | 7  | 9  | -2   |  | Pakistan                   |     |     | 3-1 |     |     | 4-0 |
| 6    | Maldives            | 0   | 5 | 0 | 0 | 5 | 0  | 29 | -29  |  | Maldives                   |     | 0-5 |     | 0-6 |     |     |

### Groupe C
| Rang | Équipe       | Pts | J | G | N | P | Bp | Bc | Diff |  | Résultats (▼ dom., ► ext.) |     |     |     |     |     |
| ---- | ------------ | --- | - | - | - | - | -- | -- | ---- |  | -------------------------- | --- | --- | --- | --- | --- |
| 1    | Ouzbékistan  | 12  | 4 | 4 | 0 | 0 | 20 | 1  | +19  |  | Ouzbékistan                |     | 9-0 |     | 2-1 |     |
| 2    | Inde         | 9   | 4 | 3 | 0 | 1 | 13 | 11 | +2   |  | Inde                       |     |     | 2-1 |     | 7-0 |
| 3    | Bahreïn      | 4   | 4 | 1 | 1 | 2 | 7  | 7  | 0    |  | Bahreïn                    | 0-2 |     |     | 2-2 |     |
| 4    | Tadjikistan  | 4   | 4 | 1 | 1 | 2 | 6  | 8  | -2   |  | Tadjikistan                |     | 1-4 |     |     | 2-0 |
| 5    | Kirghizistan | 0   | 4 | 0 | 0 | 4 | 1  | 20 | -19  |  | Kirghizistan               | 0-7 |     | 1-4 |     |     |

### Groupe D
| Rang | Équipe            | Pts | J | G | N | P | Bp | Bc | Diff |  | Résultats (▼ dom., ► ext.) |     |     |     | Drapeau du Népal |
| ---- | ----------------- | --- | - | - | - | - | -- | -- | ---- |  | -------------------------- | --- | --- | --- | ---------------- |
| 1    | Oman              | 6   | 3 | 2 | 0 | 1 | 4  | 4  | 0    |  | Oman                       |     |     | 0-3 |                  |
| 2    | Syrie             | 6   | 3 | 2 | 0 | 1 | 5  | 3  | +2   |  | Syrie                      | 1-2 |     |     | 2-0              |
| 3    | Arabie saoudite   | 4   | 3 | 1 | 1 | 1 | 5  | 3  | +2   |  | Arabie saoudite            |     | 1-2 |     | 1-1              |
| 4    | Népal             | 1   | 3 | 0 | 1 | 2 | 1  | 5  | -4   |  | Népal                      | 0-2 |     |     |                  |
| 5    | Liban disqualifié |     |   |   |   |   |    |    |      |  |                            |     |     |     |                  |

### Groupe E
| Rang | Équipe            | Pts | J | G | N | P | Bp | Bc | Diff |  | Résultats (▼ dom., ► ext.) |      |     |     |     |     |
| ---- | ----------------- | --- | - | - | - | - | -- | -- | ---- |  | -------------------------- | ---- | --- | --- | --- | --- |
| 1    | Corée du Nord     | 12  | 4 | 4 | 0 | 0 | 16 | 2  | +14  |  | Corée du Nord              |      | 1-0 | 1-0 | 3-0 |     |
| 2    | Chine             | 9   | 4 | 3 | 0 | 1 | 8  | 3  | +5   |  | Chine                      |      |     | 3-1 | 3-1 | 2-0 |
| 3    | Singapour         | 4   | 4 | 1 | 1 | 2 | 10 | 6  | +4   |  | Singapour                  |      |     |     | 1-1 |     |
| 4    | Malaisie          | 4   | 4 | 1 | 1 | 2 | 5  | 7  | -2   |  | Malaisie                   |      |     |     |     | 3-0 |
| 5    | Timor oriental    | 0   | 4 | 0 | 0 | 4 | 3  | 24 | -21  |  | Timor oriental             | 2-11 |     | 1-8 |     |     |
| 6    | Macao disqualifié |     |   |   |   |   |    |    |      |  |                            |      |     |     |     |     |

### Groupe F
| Rang | Équipe       | Pts | J | G | N | P | Bp | Bc | Diff |  | Résultats (▼ dom., ► ext.) |     |     |     |     |      |     |
| ---- | ------------ | --- | - | - | - | - | -- | -- | ---- |  | -------------------------- | --- | --- | --- | --- | ---- | --- |
| 1    | Japon        | 12  | 5 | 4 | 0 | 1 | 21 | 6  | +15  |  | Japon                      |     | 2-4 | 6-0 | 5-2 |      |     |
| 2    | Corée du Sud | 11  | 5 | 3 | 2 | 0 | 23 | 3  | +20  |  | Corée du Sud               |     |     |     |     | 10-0 | 8-0 |
| 3    | Laos         | 10  | 5 | 3 | 1 | 1 | 13 | 6  | +7   |  | Laos                       |     | 0-0 |     |     | 5-0  |     |
| 4    | Viêt Nam     | 7   | 5 | 2 | 1 | 2 | 12 | 9  | +3   |  | Viêt Nam                   |     | 1-1 | 0-3 |     |      | 4-0 |
| 5    | Cambodge     | 3   | 5 | 1 | 0 | 4 | 2  | 25 | -23  |  | Cambodge                   | 0-4 |     |     | 0-5 |      |     |
| 6    | Taïwan       | 0   | 5 | 0 | 0 | 5 | 1  | 23 | -22  |  | Taïwan                     | 0-4 |     | 0-5 |     | 1-2  |     |

### Groupe G
| Rang | Équipe    | Pts | J | G | N | P | Bp | Bc | Diff |  | Résultats (▼ dom., ► ext.) |     |      |      |     |     |      |
| ---- | --------- | --- | - | - | - | - | -- | -- | ---- |  | -------------------------- | --- | ---- | ---- | --- | --- | ---- |
| 1    | Thaïlande | 15  | 5 | 5 | 0 | 0 | 28 | 6  | +22  |  | Thaïlande                  |     | 3-2  |      |     | 6-2 | 11-0 |
| 2    | Australie | 12  | 5 | 4 | 0 | 1 | 22 | 5  | +17  |  | Australie                  |     |      | 5-2  | 4-0 | 1-0 |      |
| 3    | Indonésie | 9   | 5 | 3 | 0 | 2 | 26 | 10 | +16  |  | Indonésie                  | 1-4 |      |      | 4-1 | 2-0 |      |
| 4    | Birmanie  | 6   | 5 | 2 | 0 | 3 | 13 | 14 | -1   |  | Birmanie                   | 1-4 |      |      |     |     | 7-0  |
| 5    | Hong Kong | 3   | 5 | 1 | 0 | 4 | 8  | 14 | -6   |  | Hong Kong                  |     |      |      | 2-4 |     | 4-1  |
| 6    | Guam      | 0   | 5 | 0 | 0 | 5 | 1  | 49 | -48  |  | Guam                       |     | 0-10 | 0-17 |     |     |      |

### Meilleurs troisièmes
À la fin du tournoi de qualification, une comparaison fut faite entre les troisièmes des zones Ouest et Est, pour obtenir des places pour le tournoi final. Le meilleur troisième de chaque zone se qualifie pour la Coupe d'Asie des nations des moins de 16 ans 2012. En raison d'un nombre varié d'équipes dans les groupes, les équipes dans les groupes ont joué un nombre de matchs différent. Dans un souci d'égalité, les équipes sont jugées sur un même nombre de matchs. L'AFC décide du nombre de matchs. En principe, les matchs contre le second  et le dernier ne sont pas pris en considération.
Zone Ouest:
| Équipe          | J | V | N | D | Bp | Bc | Diff | Pts |
| --------------- | - | - | - | - | -- | -- | ---- | --- |
| Afghanistan     | 3 | 1 | 2 | 0 | 4  | 3  | 1    | 5   |
| Arabie saoudite | 3 | 1 | 1 | 1 | 5  | 3  | 2    | 4   |
| Qatar           | 3 | 1 | 0 | 2 | 5  | 6  | -1   | 3   |
| Bahreïn         | 3 | 0 | 1 | 2 | 3  | 6  | -3   | 1   |

Zone Est:
| Équipe    | J | V | N | D | Bp | Bc | Diff | Pts |
| --------- | - | - | - | - | -- | -- | ---- | --- |
| Laos      | 4 | 2 | 1 | 1 | 8  | 6  | 2    | 7   |
| Indonésie | 4 | 2 | 0 | 2 | 9  | 10 | -1   | 6   |
| Singapour | 4 | 1 | 1 | 2 | 10 | 6  | 4    | 4   |

## Pays qualifiés
Les qualifiés sont : 
- Afghanistan
- Australie
- Chine
- Corée du Nord
- Corée du Sud
- Inde
- Irak
- Iran
- Japon
- Koweït
- Laos
- Oman
- Ouzbékistan
- Syrie
- Thaïlande
- Yémen

## Premier tour

### Groupe A
| Équipe | J | V | N | D | Bp | Bc | Diff | Pts |
| ------ | - | - | - | - | -- | -- | ---- | --- |
| Iran   | 3 | 3 | 0 | 0 | 9  | 3  | +6   | 9   |
| Koweït | 3 | 1 | 1 | 1 | 6  | 6  | 0    | 4   |
| Laos   | 3 | 1 | 0 | 2 | 6  | 8  | -2   | 3   |
| Yémen  | 3 | 0 | 1 | 2 | 3  | 7  | -4   | 1   |

| 22 septembre 2012 | Koweït          | 1 – 1 | Yémen              | Shahid Dastgerdi Stadium, Téhéran                |                                                  |
| 13:00             | Thekr Allah 19e |       | 71e (pen.) Al-Dahi | Spectateurs : 100 Arbitrage : Mohamed Al Zarouni | Spectateurs : 100 Arbitrage : Mohamed Al Zarouni |

| 22 septembre 2012 | Iran                                  | 3 – 1 | Laos       | Shahid Dastgerdi Stadium, Téhéran               |                                                 |
| 17:00             | Mazloum 17e 48e · Hosseini 19e (pen.) |       | 2e Noyvong | Spectateurs : 450 Arbitrage : Dmitry Mashentsev | Spectateurs : 450 Arbitrage : Dmitry Mashentsev |

| 24 septembre 2012 | Laos                                                 | 3 – 4 | Koweït                                             | Shahid Dastgerdi Stadium, Téhéran                  |                                                    |
| 13:00             | Phanthavong 24e · Kettavong 28e · Noyvong 37e (pen.) |       | 26e 90+1e Marzouq · 32e (csc) Keola · 90+2e Alajmi | Spectateurs : 100 Arbitrage : Salah Abbas Alabbasi | Spectateurs : 100 Arbitrage : Salah Abbas Alabbasi |

| 24 septembre 2012 | Yémen      | 1 – 4 | Iran                                                        | Shahid Dastgerdi Stadium, Téhéran          |                                            |
| 17:00             | Al Dahi 3e |       | 54e Rigi · 61e Ezzatollahi · 65e Jafari · 81e Karamolachaab | Spectateurs : 421 Arbitrage : Maasaki Toma | Spectateurs : 421 Arbitrage : Maasaki Toma |

| 26 septembre 2012 | Iran                           | 2 – 1 | Koweït          | Shahid Dastgerdi Stadium, Téhéran                |                                                  |
| 17:00             | Hosseini 40e · Ali Shojaei 62e |       | 27e Thekr Allah | Spectateurs : 510 Arbitrage : Valentin Kovalenko | Spectateurs : 510 Arbitrage : Valentin Kovalenko |

| 26 septembre 2012 | Yémen       | 1 – 2 | Laos                            | Rah Ahan Stadium, Téhéran                   |                                             |
| 17:00             | Al-Dahi 45e |       | 12e (csc) Mahdi · 70e Kettavong | Spectateurs : 50 Arbitrage : Chaiya Mahapab | Spectateurs : 50 Arbitrage : Chaiya Mahapab |

### Groupe B
| Équipe    | J | V | N | D | Bp | Bc | Diff | Pts |
| --------- | - | - | - | - | -- | -- | ---- | --- |
| Irak      | 3 | 2 | 1 | 0 | 4  | 1  | +3   | 7   |
| Australie | 3 | 2 | 1 | 0 | 4  | 1  | +3   | 7   |
| Oman      | 3 | 1 | 0 | 2 | 5  | 6  | -1   | 3   |
| Thaïlande | 3 | 0 | 0 | 3 | 2  | 7  | -5   | 0   |

| 22 septembre 2012 | Australie                    | 2 – 0 | Thaïlande | Rah Ahan Stadium, Téhéran                        |                                                  |
| 15:00             | Tombides 14e · MacDonald 29e |       |           | Spectateurs : 183 Arbitrage : Valentin Kovalenko | Spectateurs : 183 Arbitrage : Valentin Kovalenko |

| 22 septembre 2012 | Irak                       | 2 – 1 | Oman           | Rah Ahan Stadium, Téhéran                       |                                                 |
| 19:00             | Abdul-Zahra 5e · Majed 35e |       | 61e Al-Rushadi | Spectateurs : 150 Arbitrage : Abdulrahman Abdou | Spectateurs : 150 Arbitrage : Abdulrahman Abdou |

| 24 septembre 2012 | Thaïlande | 0 – 2 | Irak                      | Rah Ahan Stadium, Téhéran                      |                                                |
| 15:00             |           |       | 63e Karim · 65e M. Lateef | Spectateurs : 350 Arbitrage : Naser Al Ghafari | Spectateurs : 350 Arbitrage : Naser Al Ghafari |

| 24 septembre 2012 | Oman                  | 1 – 2 | Australie                       | Rah Ahan Stadium, Téhéran                       |                                                 |
| 19:00             | Al Rushadi 52e (pen.) |       | 16e MacDonald · 87e Baldacchino | Spectateurs : 100 Arbitrage : Yousef Al-Marzouq | Spectateurs : 100 Arbitrage : Yousef Al-Marzouq |

| 26 septembre 2012 | Australie | 0 – 0 | Irak | Shahid Dastgerdi Stadium, Téhéran            |                                              |
| 13:00             |           |       |      | Spectateurs : 150 Arbitrage : Kim Jong-Hyeok | Spectateurs : 150 Arbitrage : Kim Jong-Hyeok |

| 26 septembre 2012 | Oman                                        | 3 – 2 | Thaïlande                 | Rah Ahan Stadium, Téhéran                         |                                                   |
| 13:00             | Al-Alawi 40e · Mubarak 55e · Al-Rushadi 72e |       | 8e Puangbut · 17e Thongma | Spectateurs : 55 Arbitrage : Salah Abbas Alabbasi | Spectateurs : 55 Arbitrage : Salah Abbas Alabbasi |

### Groupe C
| Équipe          | J | V | N | D | Bp | Bc | Diff | Pts |
| --------------- | - | - | - | - | -- | -- | ---- | --- |
| Corée du Sud    | 3 | 3 | 0 | 0 | 7  | 1  | +6   | 9   |
| Japon           | 3 | 2 | 0 | 1 | 6  | 3  | +3   | 6   |
| Corée du Nord   | 3 | 1 | 0 | 2 | 2  | 7  | -5   | 3   |
| Arabie saoudite | 3 | 0 | 0 | 3 | 1  | 5  | -4   | 0   |

| 23 septembre 2012 | Corée du Nord | 0 – 3 | Corée du Sud               | Shahid Dastgerdi Stadium, Téhéran                |                                                  |
| 13:00             |               |       | 18e 58e 67e Hwang Hee-chan | Spectateurs : 331 Arbitrage : Yadollah Jahanbazi | Spectateurs : 331 Arbitrage : Yadollah Jahanbazi |

| 23 septembre 2012 | Japon                     | 2 – 0 | Arabie saoudite | Shahid Dastgerdi Stadium, Téhéran              |                                                |
| 17:00             | Sasaki 44e · Sugimoto 56e |       |                 | Spectateurs : 200 Arbitrage : Strebre Delovski | Spectateurs : 200 Arbitrage : Strebre Delovski |

| 25 septembre 2012 | Corée du Sud                                            | 3 – 1 | Japon            | Shahid Dastgerdi Stadium, Téhéran                |                                                  |
| 13:00             | Hwang Hee-chan 13e · Choi Ju-Yong 42e · Ko Min-Hyuk 89e |       | 23e Hiroki Ogawa | Spectateurs : 350 Arbitrage : Mohamed Al Zarouni | Spectateurs : 350 Arbitrage : Mohamed Al Zarouni |

| 25 septembre 2012 | Arabie saoudite | 1 – 2 | Corée du Nord                    | Shahid Dastgerdi Stadium, Téhéran                |                                                  |
| 17:00             | Al-Qahtani 54e  |       | 48e Ri Ryong · 82e Ri Kwang-Song | Spectateurs : 237 Arbitrage : Dmitriy Mashentsev | Spectateurs : 237 Arbitrage : Dmitriy Mashentsev |

| 27 septembre 2012 | Corée du Nord | 0 – 3 | Japon                                   | Shahid Dastgerdi Stadium, Téhéran               |                                                 |
| 17:00             |               |       | 14e Nakamura · 49e Sugimoto · 82e Ogawa | Spectateurs : 150 Arbitrage : Abdulrahman Abdou | Spectateurs : 150 Arbitrage : Abdulrahman Abdou |

| 27 septembre 2012 | Arabie saoudite | 0 – 1 | Corée du Sud    | Rah Ahan Stadium, Téhéran                     |                                               |
| 17:00             |                 |       | 62e Jeong Hun-U | Spectateurs : 62 Arbitrage : Yosef Al-Marzouq | Spectateurs : 62 Arbitrage : Yosef Al-Marzouq |

### Groupe D
| Équipe      | J | V | N | D | Bp | Bc | Diff | Pts |
| ----------- | - | - | - | - | -- | -- | ---- | --- |
| Syrie       | 3 | 1 | 2 | 0 | 2  | 1  | +1   | 5   |
| Ouzbékistan | 3 | 1 | 1 | 1 | 4  | 4  | 0    | 4   |
| Chine       | 3 | 0 | 3 | 0 | 4  | 4  | 0    | 3   |
| Inde        | 3 | 0 | 2 | 1 | 4  | 5  | -1   | 2   |

| 23 septembre 2012 | Ouzbékistan                                        | 3 – 2 | Inde        | Rah Ahan Stadium, Téhéran                    |                                              |
| 15:00             | Odilov 8e · Abdullaev 53e (pen.) · Abdiganiyev 79e |       | 47e 71e Rai | Spectateurs : 100 Arbitrage : Chaiya Mahapab | Spectateurs : 100 Arbitrage : Chaiya Mahapab |

| 23 septembre 2012 | Syrie           | 1 – 1 | Chine            | Rah Ahan Stadium, Téhéran                    |                                              |
| 19:00             | Kurdaghli 90+4e |       | 48e Zhang Yuning | Spectateurs : 100 Arbitrage : Kim Jong-Hyeok | Spectateurs : 100 Arbitrage : Kim Jong-Hyeok |

| 25 septembre 2012 | Inde | 0 – 0 | Syrie | Rah Ahan Stadium, Téhéran                      |                                                |
| 15:00             |      |       |       | Spectateurs : 150 Arbitrage : Strebre Delovski | Spectateurs : 150 Arbitrage : Strebre Delovski |

| 25 septembre 2012 | Chine           | 1 – 1 | Ouzbékistan   | Rah Ahan Stadium, Téhéran                        |                                                  |
| 19:00             | Hu Jinghang 43e |       | 16e Boltaboev | Spectateurs : 100 Arbitrage : Yadollah Jahanbazi | Spectateurs : 100 Arbitrage : Yadollah Jahanbazi |

| 27 septembre 2012 | Ouzbékistan | 0 – 1 | Syrie       | Shahid Dastgerdi Stadium, Téhéran         |                                           |
| 13:00             |             |       | 33e Alhusni | Spectateurs : 20 Arbitrage : Maasaki Toma | Spectateurs : 20 Arbitrage : Maasaki Toma |

| 27 septembre 2012 | Chine                               | 2 – 2 | Inde                                 | Rah Ahan Stadium, Téhéran                      |                                                |
| 13:00             | Wang Jinxian 21e · Zhang Yuning 33e |       | 19e Lalhimpuia · 90+4e (pen.) Mendes | Spectateurs : 100 Arbitrage : Naser Al Ghafari | Spectateurs : 100 Arbitrage : Naser Al Ghafari |

## Phase finale

### Quarts-de-finale
| 30 septembre 2012 | Irak                                | 3 – 1 | Koweït       | Shahid Dastgerdi Stadium, Téhéran                |                                                  |
| 13:00             | Kadhim 59e · Salman 74e · Majed 80e |       | 68e Alasfour | Spectateurs : 500 Arbitrage : Valentin Kovalenko | Spectateurs : 500 Arbitrage : Valentin Kovalenko |

| 30 septembre 2012 | Corée du Sud         | 1 – 1 (ap) | Ouzbékistan | Rah Ahan Stadium, Téhéran                        |                                                  |
| 15:00             | Hwang Hee-chan 90+4e |            | 64e Turaev  | Spectateurs : 200 Arbitrage : Mohamed Al Zarouni | Spectateurs : 200 Arbitrage : Mohamed Al Zarouni |
| 15:00             | Tirs au but 3 – 5    |            |             | Spectateurs : 200 Arbitrage : Mohamed Al Zarouni | Spectateurs : 200 Arbitrage : Mohamed Al Zarouni |

| 30 septembre 2012 | Iran                                                                    | 5 – 1 | Australie    | Shahid Dastgerdi Stadium, Téhéran            |                                              |
| 17:00             | Ezzatollahi 31e (pen.) · Karamolachaab 35e 90+3e · Bazaj 61e · Rigi 81e |       | 88e Antoniou | Spectateurs : 3 850 Arbitrage : Maasaki Toma | Spectateurs : 3 850 Arbitrage : Maasaki Toma |

| 30 septembre 2012 | Syrie         | 1 – 2 | Japon                       | Rah Ahan Stadium, Téhéran                      |                                                |
| 19:00             | Kurdaghli 87e |       | 80e Sugimori · 82e Sugimoto | Spectateurs : 197 Arbitrage : Strebre Delovski | Spectateurs : 197 Arbitrage : Strebre Delovski |

### Demi-finales
| 3 octobre 2012 | Iran                      | 2 – 3 | Ouzbékistan                                  | Shahid Dastgerdi Stadium, Téhéran                 |                                                   |
| 17:00          | Hosseini 4e · Mazloum 88e |       | 13e Khamdamov · 35e Abdullaev · 42e Shukurov | Spectateurs : 3 050 Arbitrage : Yousef Al-Marzouq | Spectateurs : 3 050 Arbitrage : Yousef Al-Marzouq |

| 3 octobre 2012 | Irak     | 1 – 5 | Japon                                                    | Rah Ahan Stadium, Téhéran                        |                                                  |
| 19:00          | Sami 59e |       | 9e Onishi · 18e 88e Kitagawa · 67e Watanabe · 68e Sasaki | Spectateurs : 537 Arbitrage : Mohamed Al Zarouni | Spectateurs : 537 Arbitrage : Mohamed Al Zarouni |

### Finale
| 6 octobre 2012 | Ouzbékistan       | 1 – 1 (ap) | Japon       | Shahid Dastgerdi Stadium, Téhéran               |                                                 |
| 19:00          | Turaev 52e        |            | 6e Mizutani | Spectateurs : 213 Arbitrage : Abdulrahman Abdou | Spectateurs : 213 Arbitrage : Abdulrahman Abdou |
| 19:00          | Tirs au but 3 – 1 |            |             | Spectateurs : 213 Arbitrage : Abdulrahman Abdou | Spectateurs : 213 Arbitrage : Abdulrahman Abdou |

### Équipes qualifiées pour la coupe du monde
Les quatre demi-finalistes, quel que soit le résultat en coupe d'Asie, sont qualifiés pour la Coupe du monde de football des moins de 17 ans 2013, au Émirats arabes unis : 
- Ouzbékistan
- Japon
- Iran
- Irak

## Sources et liens externes